# Ліванський фунт
Ліванський фунт або ліванський лівр, ліванська ліра (араб. ليرة لبناني, валютний код LBP) — офіційна валюта Лівану. Раніше один ліванський фунт (лівр) дорівнював 100 піастрам, але у зв'язку з інфляцією в країні від такого поділу відмовилися. Міжнародне позначення ліванського фунта відповідно до міжнародного стандарту ISO 4217 – LBP.

## Монети
В грошовому обігу знаходяться монети номіналом в  100, 250 і 500 ліванських фунтів. Монета в 50 ліврів - рідкість .
| Монети, що знаходяться в обігу | Монети, що знаходяться в обігу | Монети, що знаходяться в обігу |
| Аверс                          | Реверс                         | Номінал                        |
| ------------------------------ | ------------------------------ | ------------------------------ |
|                                |                                | 100 фунтів (ліврів)            |
|                                |                                | 250 фунтів (ліврів)            |
|                                |                                | 500 фунтів (ліврів)            |

## Банкноти
В грошовому обігу знаходяться банкноти номіналом в 1 000, 5 000, 10 000, 20 000, 50 000 і 100 000 ліванських фунтів.
| Банкноти, що знаходяться в обігу | Банкноти, що знаходяться в обігу | Банкноти, що знаходяться в обігу |
| Аверс                            | Реверс                           | Номінал                          |
| -------------------------------- | -------------------------------- | -------------------------------- |
|                                  |                                  | 1 000 фунтів                     |
|                                  |                                  | 5 000 фунтів                     |
|                                  |                                  | 10 000 фунтів                    |
|                                  |                                  | 20 000 фунтів                    |
|                                  |                                  | 50 000 фунтів                    |
|                                  |                                  | 100 000 фунтів                   |